# 2,4-双(4-羟基苄基)苯酚
2,4-双(4-羟基苄基)苯酚是一种多酚类化合物，分子式C20H18O3，存在于天麻（学名：Gastrodia elata）和山珊瑚（学名： Galeola faberi）中。